# Szerelmünk napjai
A Szerelmünk napjai (eredeti cím: Time Freak, alternatív címe: Time After Time) 2018-as amerikai sci-fi filmvígjáték-dráma, melyet Andrew Bowler rendezett. A főbb szerepekben Asa Butterfield, Sophie Turner és Skyler Gisondo látható.
2018. november 9-én jelent meg, limitált kiadásban.

## Rövid történet
Egy fiatal fizikazsenit egy évvel ezelőtt elhagyta a barátnője. A srác visszautazik az időben, hogy megváltoztassa a múltat és visszanyerje a lány szívét.

## Szereplők
- Asa Butterfield: Stillman[7]
- Sophie Turner: Debbie[2]
- Skyler Gisondo: Evan
- Will Peltz: Ryan
- Aubrey Reynolds: Blue Ribbons
- Mary Elizabeth Boylan: Sophia
- Jillian Joy: Carly
- Marilyn Miller: vendég a buliban
- Mark Blockovich: vendég az étteremben

## Háttér
A filmet Utah államban forgatták.

## Fogadtatás

### Pénzügyi adatok
A film 10 ezer dolláros bevételt termelt az Egyesült Államokban és Kanadában. Egyéb országokban 506 081 dollárt hozott, így összesen 516 084 dolláros bevételt ért el világszerte.